# Andrano
Andrano ('Ndranu in dialetto salentino) è un comune italiano di 4 419 abitanti della provincia di Lecce in Puglia.
Situato nel versante sud-orientale della provincia, include un breve tratto del litorale adriatico del basso Salento.
Comprende anche la frazione Castiglione d'Otranto e la località costiera Marina di Andrano.

## Geografia fisica

### Territorio
Il territorio del comune di Andrano comprende una superficie di 15,47 km² nella parte sud-orientale della penisola salentina e include un tratto della costa del Mar Adriatico, a sud del Capo d'Otranto. Il territorio comunale è compreso fra 0 e 110 metri s.l.m., con un'escursione altimetrica di 110 metri.
Dall'ottobre 2006, parte del territorio comunale di Andrano rientra nel Parco Costa Otranto - Santa Maria di Leuca e Bosco di Tricase, istituito dalla Regione Puglia allo scopo di salvaguardare la costa orientale del Salento, ricca di pregiati beni architettonici e di importanti specie animali e vegetali. Andrano è la sede del Parco.
Confina a nord con i comuni di Spongano e Diso, ad est con il mar Adriatico, a sud con il comune di Tricase, a ovest con i comuni di Montesano Salentino e Surano.
- Classificazione sismica: zona 4 (sismicità molto bassa), Ordinanza PCM n. 3274 del 20/03/2003

### Clima
Dal punto di vista meteorologico Andrano rientra nel territorio del basso Salento che presenta un clima prettamente mediterraneo, con inverni miti ed estati caldo umide. In base alle medie di riferimento, la temperatura media del mese più freddo, gennaio, si attesta attorno ai +19,3 °C, mentre quella del mese più caldo, agosto, si aggira sui +26,8 °C. Le precipitazioni medie annue, che si aggirano intorno ai 818 mm, presentano un minimo in primavera-estate ed un picco in autunno-inverno.
Facendo riferimento alla ventosità, i comuni del basso Salento risentono debolmente delle correnti occidentali grazie alla protezione determinata dalle serre salentine che creano un sistema a scudo. Al contrario le correnti autunnali e invernali da Sud-Est, favoriscono in parte l'incremento delle precipitazioni, in questo periodo, rispetto al resto della penisola.
| Andrano                         | Mesi | Mesi | Mesi | Mesi | Mesi | Mesi | Mesi | Mesi | Mesi | Mesi | Mesi | Mesi | Stagioni | Stagioni | Stagioni | Stagioni | Anno |
| Andrano                         | Gen  | Feb  | Mar  | Apr  | Mag  | Giu  | Lug  | Ago  | Set  | Ott  | Nov  | Dic  | Inv      | Pri      | Est      | Aut      | Anno |
| ------------------------------- | ---- | ---- | ---- | ---- | ---- | ---- | ---- | ---- | ---- | ---- | ---- | ---- | -------- | -------- | -------- | -------- | ---- |
| T. max. media (°C)              | 19,8 | 21,7 | 22,6 | 23,9 | 24,8 | 25,9 | 26,6 | 26,9 | 26,5 | 25,7 | 23,8 | 20,7 | 20,7     | 23,8     | 26,5     | 25,3     | 24,1 |
| T. min. media (°C)              | 17,9 | 18,8 | 19,9 | 22,1 | 24,4 | 25,8 | 26,5 | 26,8 | 26,4 | 23,9 | 20,7 | 18,2 | 18,3     | 22,1     | 26,4     | 23,7     | 22,6 |
| Giorni di calura (Tmax ≥ 30 °C) | 0    | 1    | 1    | 2    | 3    | 3    | 4    | 5    | 4    | 3    | 2    | 0    | 1        | 6        | 12       | 9        | 28   |
| Giorni di gelo (Tmin ≤ 0 °C)    | 0    | 0    | 0    | 0    | 0    | 0    | 0    | 0    | 0    | 0    | 0    | 0    | 0        | 0        | 0        | 0        | 0    |
| Precipitazioni (mm)             | 69   | 64   | 65   | 68   | 65   | 63   | 63   | 67   | 69   | 77   | 78   | 70   | 203      | 198      | 193      | 224      | 818  |
| Giorni di pioggia               | 6    | 7    | 7    | 8    | 9    | 7    | 7    | 7    | 8    | 9    | 10   | 9    | 22       | 24       | 21       | 27       | 94   |
| Giorni di nebbia                | 11   | 10   | 10   | 12   | 8    | 9    | 5    | 4    | 7    | 12   | 13   | 10   | 31       | 30       | 18       | 32       | 111  |
| Umidità relativa media (%)      | 79,0 | 78,9 | 78,6 | 77,8 | 75,7 | 71,1 | 68,4 | 70,2 | 75,4 | 79,3 | 80,8 | 80,4 | 79,4     | 77,4     | 69,9     | 78,5     | 76,3 |

- Classificazione climatica di Andrano:[6]
  - Zona climatica: C
  - Gradi giorno: 1296

## Origini del nome
Il nome deriva dal patrono del paese Sant'Andrea Apostolo, da cui è derivato prima il nome di Andreano, poi con la elisione della "e" è divenuto Andrano.

## Storia
Le origini di Andrano sono da ricondurre agli attacchi dei Vandali e dei Barbari nel V secolo. In questa occasione molti villaggi vennero definitivamente annientati; tra questi vi era anche il casale Feronzo prima, e poi Cellino dalle cui ceneri nacque l'attuale insediamento urbano. Secondo la ricostruzione storica di Giacomo Arditi, l'abitato assunse il nome Andrano in onore di sant'Andrea, che fu eletto patrono in quanto protettore dei pescatori dato che l'originaria attività principale doveva essere rappresentata dalla pesca.
Nel periodo feudale il casale di Andrano venne assegnato nel 1196 a Pietro De Curla da cui passò alla famiglia Rossi. Dal 1341 al 1349 appartenne ai De Castelli; nel 1354 fu acquistato dai Sambiase e nel 1358 dai Capece. Nel XV secolo fu feudo delle famiglie De Hugot (1404), Del Balzo-Orsini (1431), Saraceno (1466), questi ultimi lo governarono per circa centocinquanta anni. Nel 1606 il feudo divenne proprietà della famiglia Spinola, ai quali subentrarono nel 1660 i Gallone. Nel 1734 fu acquistato dai Caracciolo che furono feudatari fino all'eversione della feudalità nel 1806; a loro si devono gli ultimi lavori di ampliamento del castello.
A partire dal 1817 fu attiva nel paese la setta dei FilaDelfi, guidata dal notaro Francesco Saverio Riccio e da Padre Gaspare.

### Simboli
Descrizione araldica dello stemma:
(D.P.R. n. 648 del 23 gennaio 1984)
Il mannello di spighe di grano rappresenta l'agricoltura, principale risorsa economica del territorio, e il numero di sette simboleggerebbe «l'indole degli abitanti, talmente infaticabili che lavorano per tutti e sette i giorni della settimana».
Descrizione araldica del gonfalone:

## Monumenti e luoghi d'interesse

### Architetture religiose

#### Chiesa di Sant'Andrea Apostolo
La chiesa Madre di Sant'Andrea Apostolo fu edificata nel 1741, quando era feudatario Gennaro Fulvio Caracciolo. Sorge sui resti di una precedente costruzione del 1489, forse identificabile con l'antica Cappella di Santa Lucia nella quale ebbe sede la prima parrocchiale di Andrano. Nel 1836 l'edicio subì un radicale intervento di restauro che determinò anche ampliamento della struttura. La facciata in pietra calcarenitica (tufo) è costituita da due ordini ed è coronata da un timpano triangolare. Il portale è posto in asse con la finestra centinata a griglia. L'interno, con pianta a croce latina, conserva alcuni dipinti su tela, di autori ignoti, raffiguranti San Vito, l'Immacolata e la Madonna del Carmine tra Santi. Nel transetto sono presenti gli altari di sant'Andrea Apostolo e del Perdono di Assisi, quest'ultimo realizzato nel 1856 per devozione di Don Saverio Accogli. L'abside, a terminazione piatta, è dominato da un altare ottocentesco in pietra leccese.

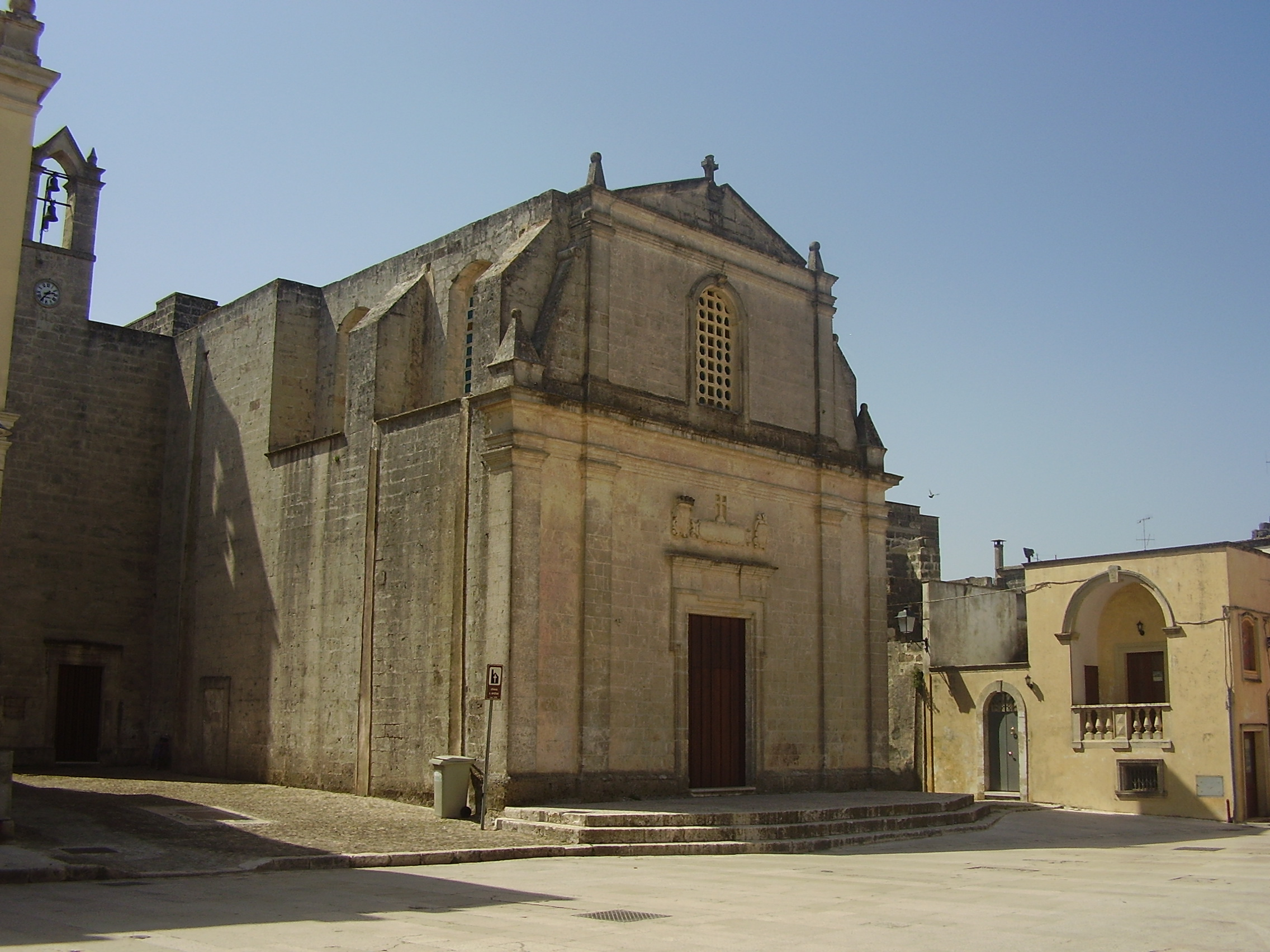
Chiesa Madre vista da fuori

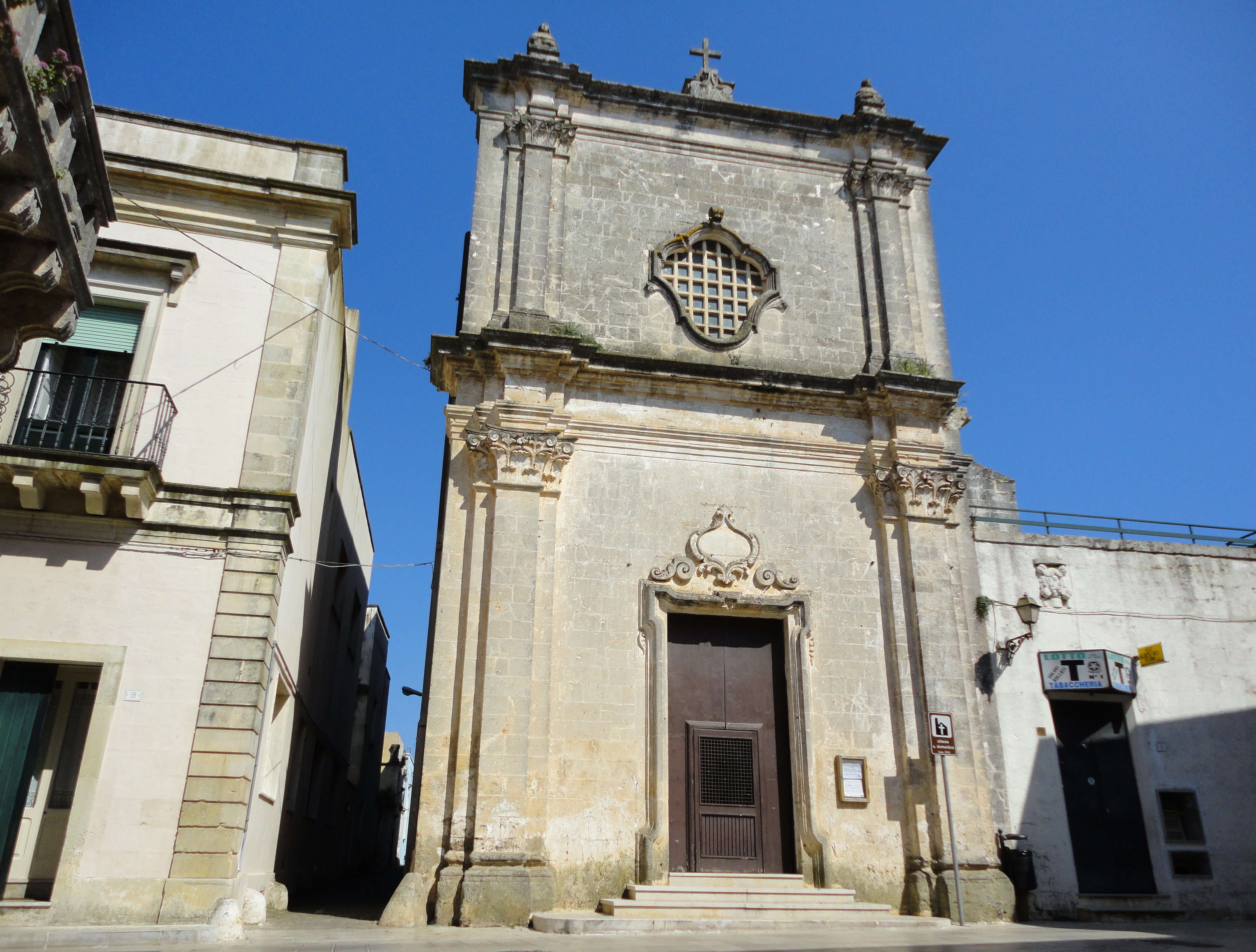
Chiesa di San Domenico

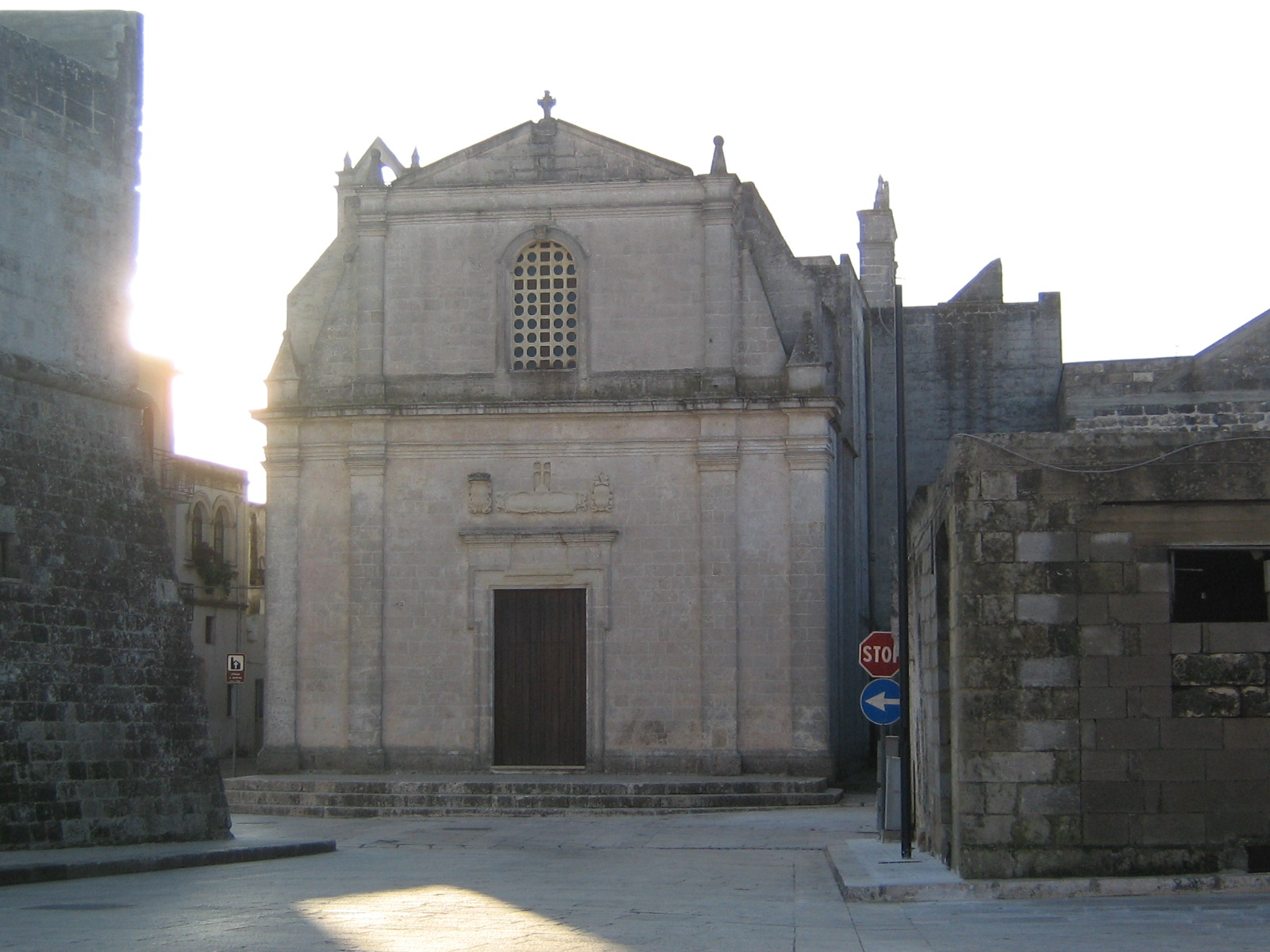
Chiesa Madre vista dall'esterno

#### Chiesa di San Domenico
La chiesa di San Domenico, originariamente di Santa Maria delle Grazie, fu edificata nel 1561 e come ricorda un'iscrizione fu costruita da Nicola Prino di Tutino. Sorge sui resti di un edificio più antico, innalzato nel 1486 dalla famiglia feudataria dei Saraceno per accogliere le spoglie di Giovanni Antonio Saraceno della Torrella, ucciso dai Turchi nell'assedio di Otranto e qui sepolto nel 1489. Nella seconda metà del XVI secolo l'edificio sacro pervenne ai Frati Predicatori dell'ordine domenicano e divenne la chiesa conventuale. L'interno, ad aula unica rettangolare con presbiterio, accoglie un barocco altare maggiore con un affresco quattrocentesco raffigurante il miracolo della Madonna delle Grazie, intenta a respingere gli attacchi nemici dei Saraceni.

#### Chiesa e cripta della Madonna dell'Attarico
La chiesa della Madonna dell'Attarico fu ricostruita sui ruderi della precedente e inaugurata nel 1990. L'antico edificio venne eretto tra la fine del XVIII e i primi anni del XIX secolo come chiesa gentilizia per devozione dei Principi Caracciolo. In prossimità della chiesa sorge una cripta di origine naturale. Al suo interno sono distinguibili deboli tracce di affreschi databili al XIV secolo e una croce templare graffita. Al di sopra di un gradino-sedile che fungeva da altare è riconoscibile l'immagine della Vergine col Bambino tra due santi; di questi ultimi uno reca in una mano la palma del martirio. In agosto si svolgono le celebrazioni in onore della Madonna dell'Attarico.

### Architetture militari

#### Castello Capece-Del Balzo Orsini-De Hugo-Saraceno; Spinola-Caracciolo

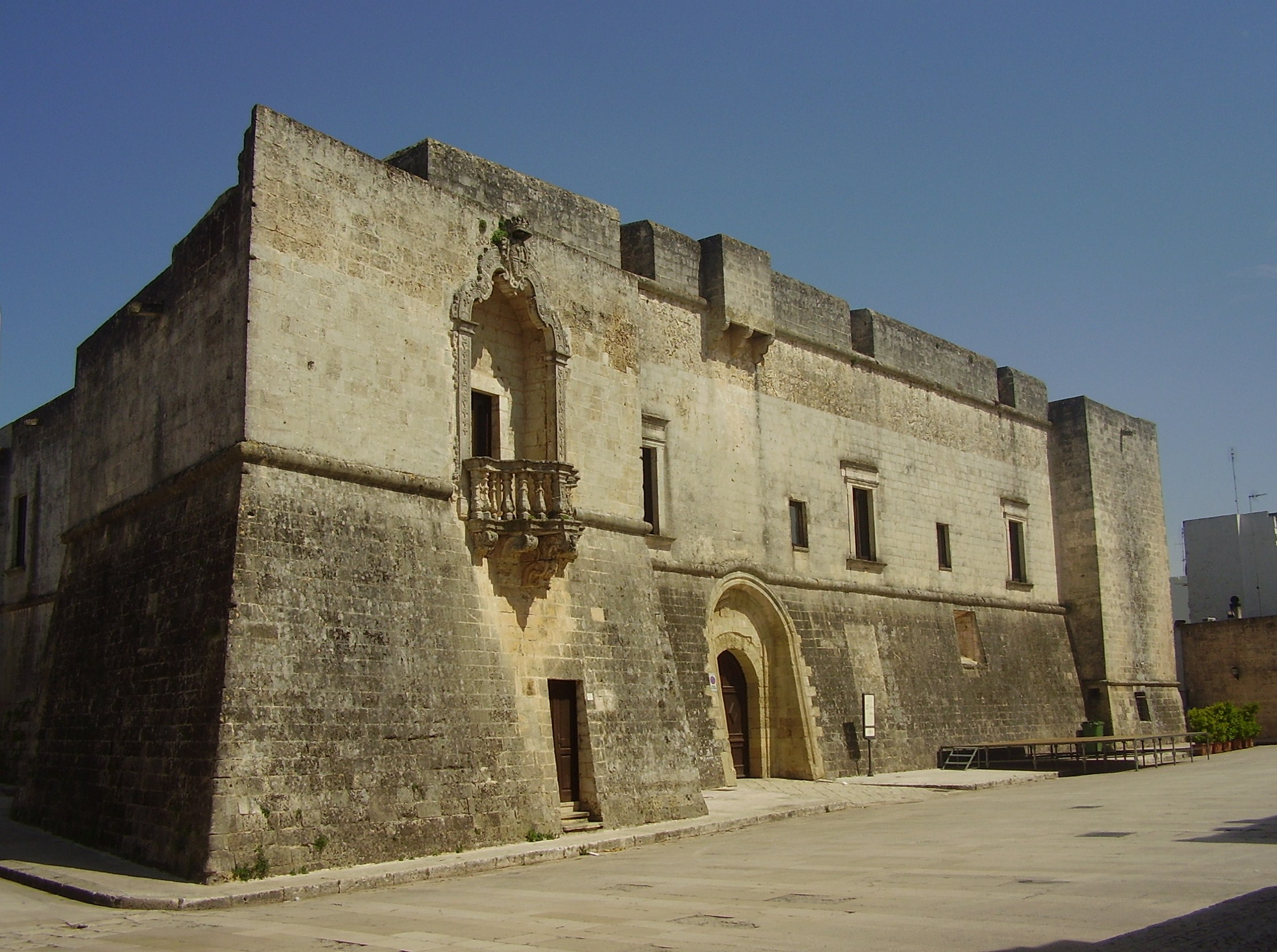
Castello

Il Castello Spinola-Caracciolo trova le sue origini nel XIII secolo come opera fortificata. Uno dei più interessanti castelli del sud-est otrantino. Ad impianto quadrilatero con un sistema di torri medievali a sezione quadrilatera, sul lato nord. Un cornicione marcapiano divide il piano nobile da quello inferiore, mentre la facciata conserva una caditoia, perpendicolare al portale d'accesso.

#### Torre Porto di Ripa
Torre Porto di Ripa o Torre Andrano è situata nella località costiera di Marina di Andrano. Fu costruita nella metà della fine del XV secolo in pietrame irregolare e terra rossa alternata a dime verticali di calcarenite (tufo) squadrata, facente parte della catena di torri cilindriche costiere del sud della penisola salentina, voluta, dopo la conquista dei turchi di Otranto. Possiede forma tronco-conica e si sviluppa su un solo piano, probabile basamento di un corpo cilindrico superiore perduto. Comunicava visivamente con Torre Capo Lupo a nord e con Torre del Sasso.

## Società

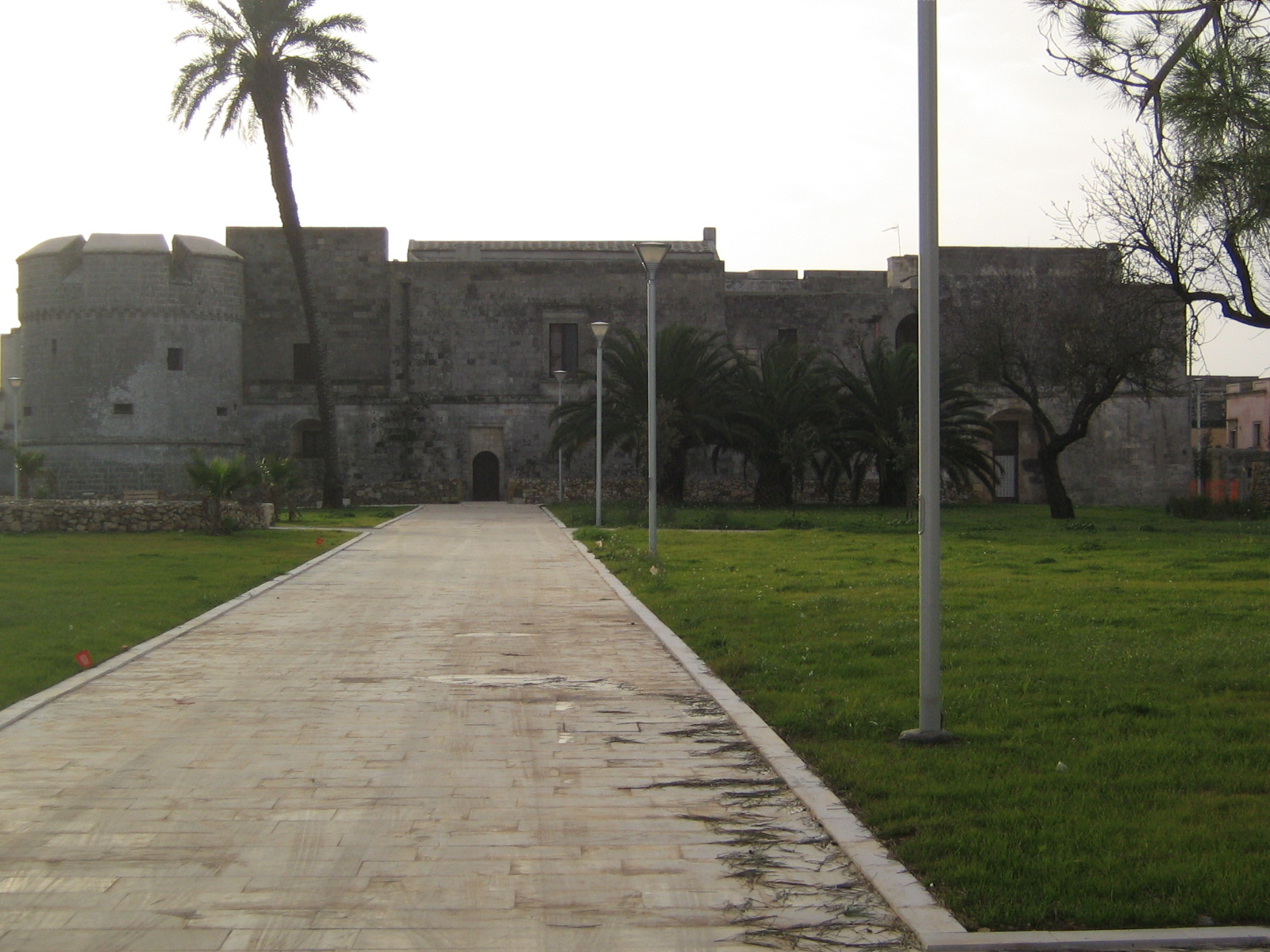
Fronte del Castello

### Evoluzione demografica
Abitanti censiti

### Etnie e minoranze straniere
Al 31 dicembre 2020 ad Andrano risultano residenti 191 cittadini stranieri. Le nazionalità principali sono:
- Marocco - 88
- Nigeria - 25

### Lingue e dialetti
Accanto alla lingua italiana, ad Andrano si parla il dialetto salentino nella sua variante meridionale. Il dialetto salentino, appartenente alla famiglia delle lingue romanze e classificato nel gruppo meridionale estremo, si presenta carico di influenze riconducibili alle dominazioni e ai popoli stabilitisi in questi territori nei secoli: messapi, greci, romani, bizantini, longobardi, normanni, albanesi, francesi, spagnoli.

## Cultura

### Istruzione

#### Biblioteche
- Biblioteca Comunale "Don Giacomo Pantaleo"

#### Scuole

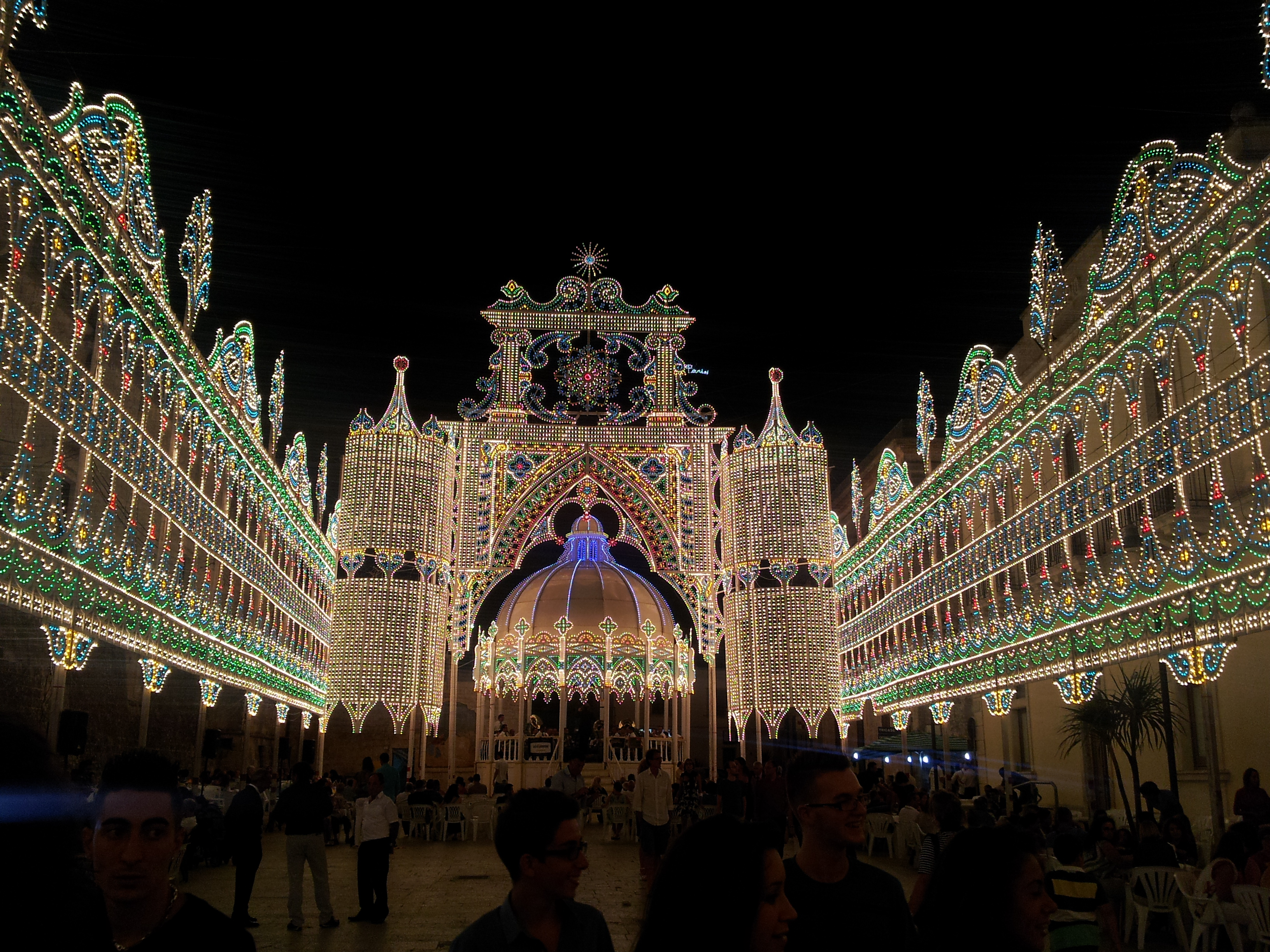
Festa patronale della Madonna delle Grazie

Nel comune di Andrano hanno sede due scuole dell'infanzia (di cui una nella frazione di Castiglione d'Otranto), due scuole primarie (di cui una nella frazione di Castiglione d'Otranto), una scuola secondaria di I grado appartenenti al locale Istituto Comprensivo Statale.

### Eventi
Nonostante il patrono sia sant'Andrea Apostolo, la festa principale è quella in onore della Madonna delle Grazie festeggiata nel primo fine settimana di agosto. Altra festa importante è quella di san Pietro martire festeggiato il 2 giugno.

### Sport

#### Calcio
L'Andrano calcio milita nella terza categoria pugliese.

## Geografia antropica

### Frazioni

#### Castiglione d'Otranto
Castiglione d'Otranto dista da Andrano circa 3 km. Il paese è di origini remote e pare sia sorto nel luogo dove esisteva una rocca andata distrutta nel X secolo dai barbari. Fu comune autonomo sino al 1859 anno in cui passò sotto l'amministrazione del comune di Andrano.

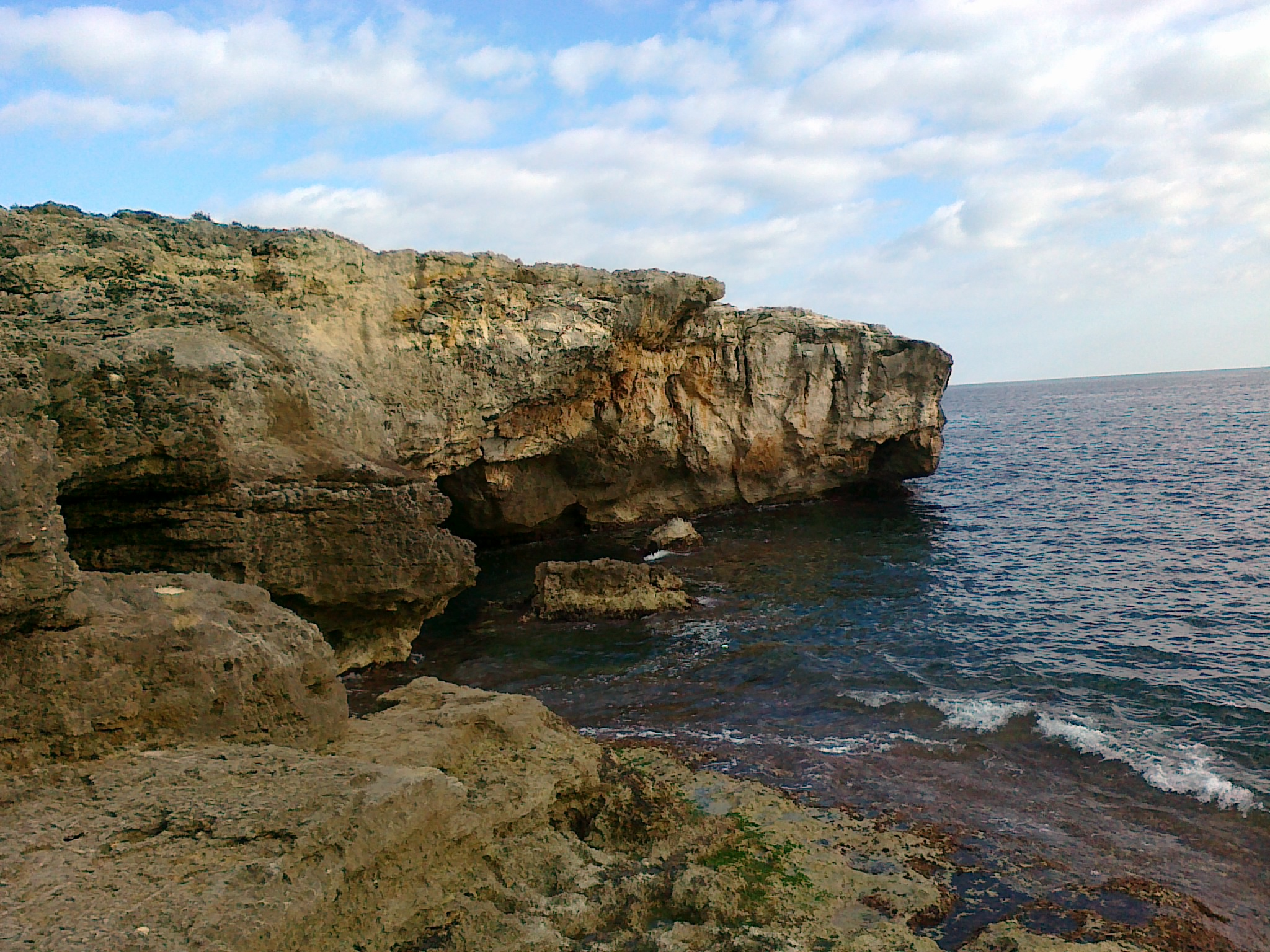
Località Grotta Verde

#### Marina di Andrano
Marina di Andrano è una località marittima che si estende lungo il litorale per circa 3 km. La costa presenta tratti di scogliera che si alternano a piccole spiagge, delle quali le principali sono La Botte e Grotta Verde / Torre. Nella località è presente una torre di avvistamento risalente al XV secolo denominata Torre Porto di Ripa. Di essa resta solo il basamento.

## Infrastrutture e trasporti

### Strade
I collegamenti stradali che interessano il comune sono:
- Strada statale 16 Adriatica (Lecce-Maglie)
- Strada statale 275 di Santa Maria di Leuca (Maglie-Santa Maria di Leuca)
- Strada Provinciale 81, Vaste-Andrano-Tricase-Gagliano del Capo
- Strada Provinciale 85, Andrano-Castiglione d'Otranto
- Strada Provinciale 166, Andrano-Spongano
- Strada Provinciale 168, Andrano-Marina di Andrano
- Strada Provinciale 313, Andrano-Tricase
- Strada provinciale 358 litoranea, Otranto-Marina di Andrano-Leuca

### Ferrovie
Il comune è servito dalla stazione ferroviaria Andrano-Castiglione, sita nella frazione di Castiglione d'Otranto e posta sulla linea ferroviaria Zollino-Gagliano del Capo gestita dalle Ferrovie del Sud Est.

## Amministrazione
Di seguito è presentata una tabella relativa alle amministrazioni che si sono succedute in questo comune.
| Periodo          | Periodo          | Primo cittadino       | Partito                       | Carica  | Note   |
| ---------------- | ---------------- | --------------------- | ----------------------------- | ------- | ------ |
| 25 luglio 1982   | 30 luglio 1987   | Antimo Luigi Accogli  | lista civica                  | Sindaco | [ 15 ] |
| 1º agosto 1987   | 18 novembre 1991 | Antimo Luigi Accogli  | Partito Socialista Italiano   | Sindaco | [ 15 ] |
| 19 dicembre 1991 | 24 aprile 1995   | Angelo Donato Accogli | Democrazia Cristiana          | Sindaco | [ 15 ] |
| 24 aprile 1995   | 14 giugno 1999   | Salvatore Musarò      | centro-sinistra               | Sindaco | [ 15 ] |
| 26 giugno 1999   | 14 giugno 2004   | Giuseppe Accogli      | centro-sinistra               | Sindaco | [ 15 ] |
| 15 giugno 2004   | 8 giugno 2009    | Giuseppe Accogli      | centro-sinistra               | Sindaco | [ 15 ] |
| 8 giugno 2009    | 27 maggio 2014   | Carmine Pantaleo      | lista civica                  | Sindaco | [ 15 ] |
| 27 maggio 2014   | 26 maggio 2019   | Mario Accoto          | lista civica: Bene comune     | Sindaco | [ 15 ] |
| 26 maggio 2019   | 9 giugno 2024    | Salvatore Musarò      | lista civica: Unione Popolare | Sindaco | [ 15 ] |
| 9 giugno 2024    | in carica        | Salvatore Musarò      | lista civica: Unione Popolare | Sindaco | [ 15 ] |